# Клайд Толсън
Клайд Андерсън Толсън е помощник-директор на ФБР. Той е главно отговорен за персонала и дисциплината в бюрото и по-малко в борбата с престъпността. Най-известен е, като протеже на директора на ФБР Едгар Хувър.